# لورسی
لورسی (به فرانسوی: Lurcy) یک کمون در فرانسه است که در Canton of Saint-Trivier-sur-Moignans واقع شده‌است.

## خصوصیات
لورسی ۴٫۸۱ کیلومترمربع مساحت و ۳۹۵ نفر جمعیت دارد و ۲۱۶ متر بالاتر از سطح دریا واقع شده‌است.